# Rudolf Huthsteiner
Rudolf Albert Huthsteiner (* 12. April 1855 in Düsseldorf; † 3. Mai 1935 in Stuttgart) war ein deutscher Porträt-, Genre-, Landschafts-, Architektur- und Interieurmaler der Düsseldorfer Schule.

## Leben

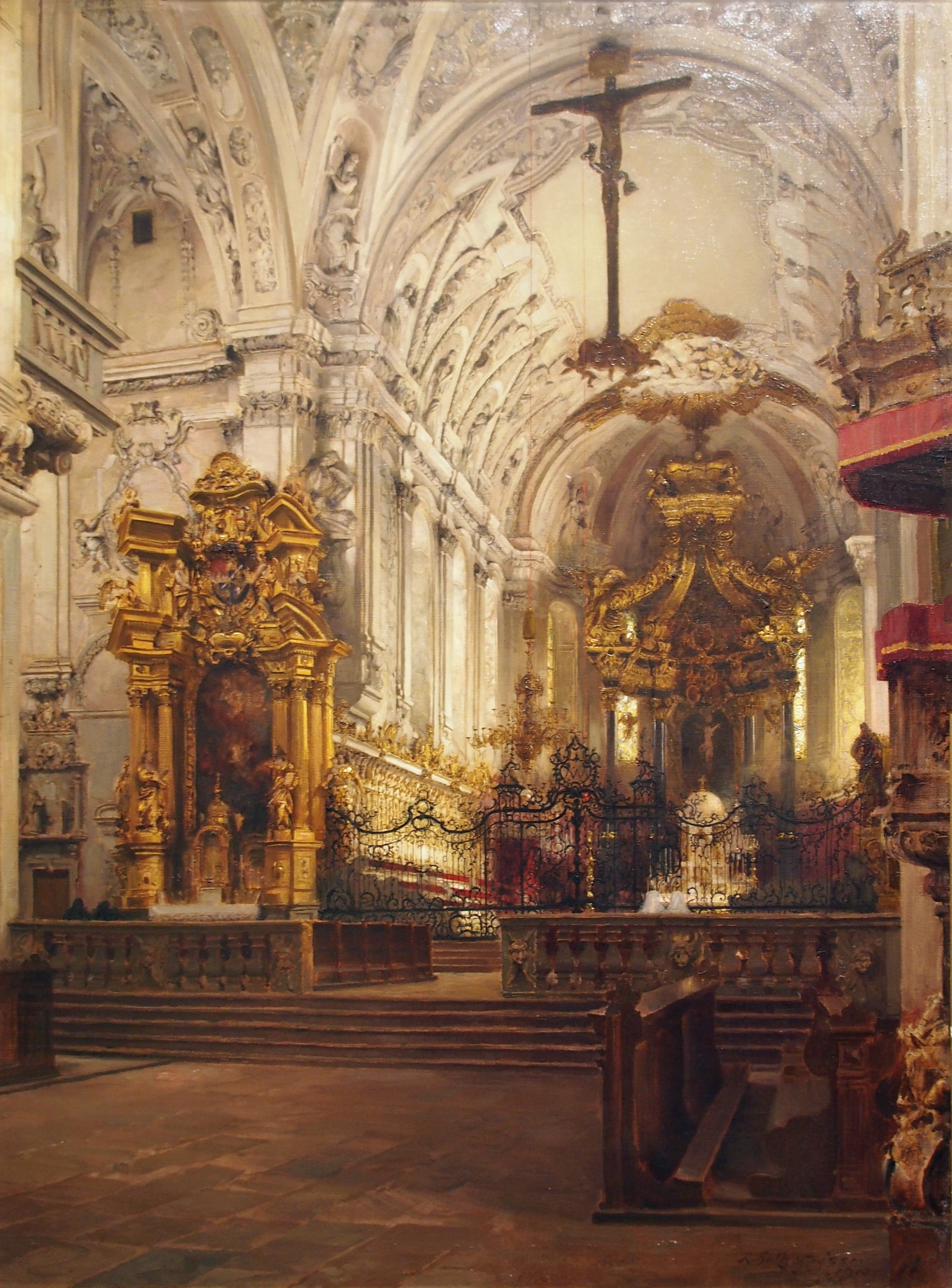
Innenansicht des Würzburger Doms, 1910, Museum für Franken

Huthsteiner, zweitältestes von 15 Kindern von Carl Huthsteiner (* 1825), eines Lehrers an der Armenschule zu Düsseldorf, und dessen Ehefrau Albertine Eleonore, geborene Beyer (* 1831), besuchte von 1868 bis 1876 die Kunstakademie Düsseldorf. An der Düsseldorfer Akademie unterrichteten ihn Andreas und Karl Müller, Heinrich Lauenstein und der Porträtmaler Julius Roeting. Von 1877 bis 1900 wirkte er in Stuttgart, unter anderem als Illustrator für die Zeitschriften Über Land und Meer und Die Gartenlaube. 1881 gab er Thekla Moser das Eheversprechen. Das Paar hatte mehrere Kinder. Etwa ab der Jahrhundertwende lebte und arbeitete Huthsteiner wieder in Düsseldorf, wo er bei Eduard Schulte ausstellte und der sezessionistischen Düsseldorfer Künstler-Vereinigung 1899 angehörte.
Huthsteiner erwarb sich vor allem als Bildnismaler einen guten Ruf. In den 1880er Jahren ließen Albrecht von Württemberg und Wilhelm von Urach sowie andere Mitglieder der württembergischen Hofgesellschaft sich in Kostümen des 16. Jahrhunderts von ihm porträtieren. Außerdem wurde Huthsteiner durch Kircheninterieurs bekannt. Für seine Leistungen wurde er mit dem Professorentitel geehrt.
1891 war Huthsteiner auf der Internationalen Kunstausstellung in Berlin vertreten, 1905 auf der Internationalen Kunstausstellung im Münchner Glaspalast, 1906 auf der Großen Berliner Kunstausstellung.

## Werk (Auswahl)
- Gebirgslandschaft, 1888

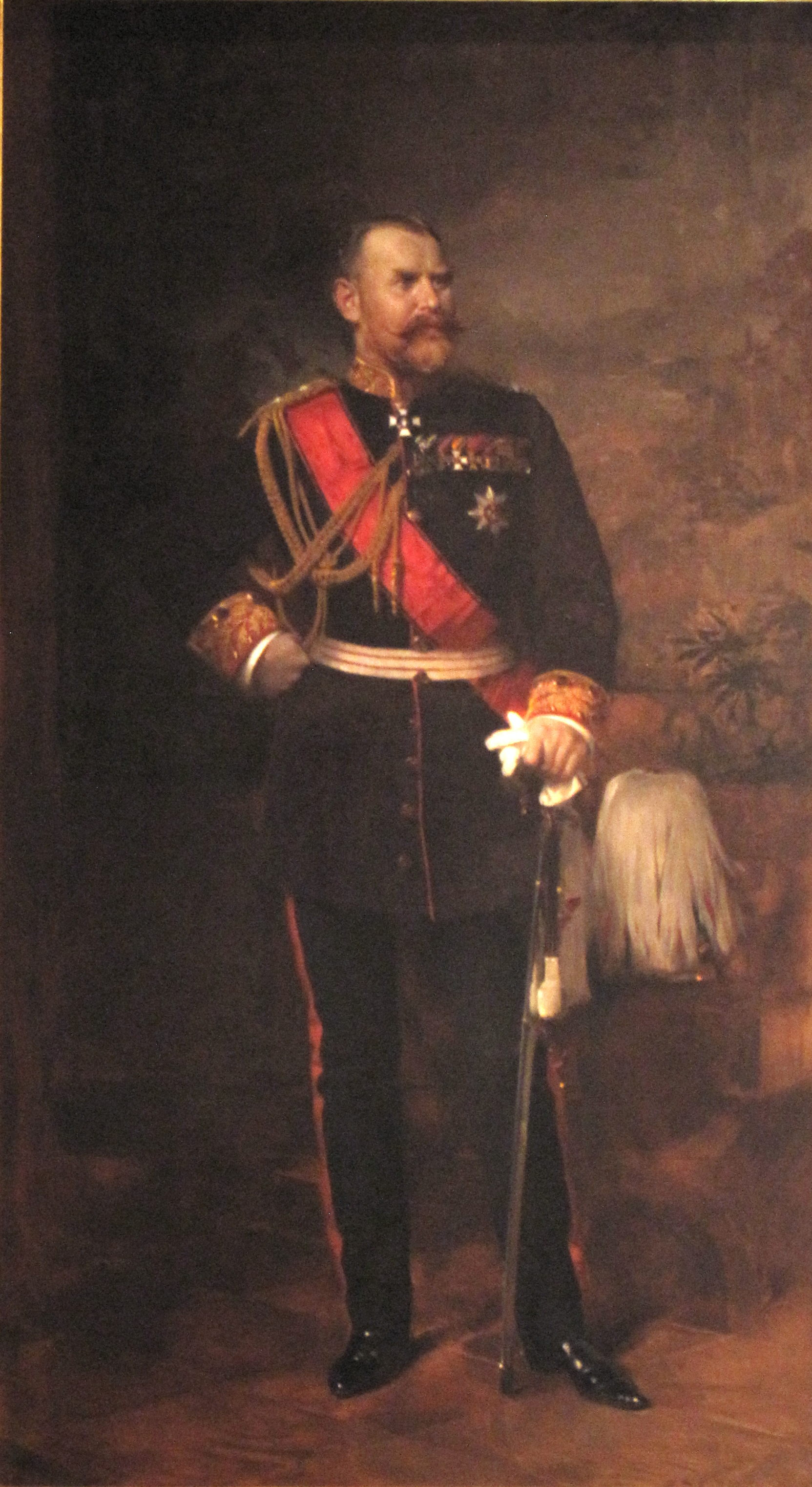
Bildnis des Königs Wilhelm von Württemberg, 1895, Landesmuseum Württemberg

- Brustbild des jungen Goethe, 1889, Kopie nach Georg Oswald May, Oberhessisches Museum[14]
- Bildnis des Königs Wilhelm von Württemberg, Internationale Kunstausstellung Stuttgart 1895,[15] Millenniumsausstellung Budapest 1896, heute Landesmuseum Württemberg
- Bildnis des Oberbürgermeisters Wilhelm Marx, 1903, Geschenk des Unternehmers Emil von Gahlen an die Stadt Düsseldorf zur Erinnerung an die Industrie- und Gewerbeausstellung Düsseldorf 1902,[16] Stadtmuseum Landeshauptstadt Düsseldorf[17]
- Bildnis des Landeshauptmanns der Rheinprovinz Friedrich Wilhelm Klein, 1904[18]
- Innenansicht des Würzburger Doms, 1910, Museum für Franken
- Blick in die Asam-Basilika zu Osterhofen, 1918